# توکای نخلی لکه‌دار
توکای نخلی لکه‌دار (نام علمی: Cichladusa guttata) نام یک گونه از سرده توکاهای نخلی است.